# Wyżyna Adamit
Wyżyna Adamit (hebr. רמת אדמית, Ramot Adamit) – płaskowyż położony w północnej części Górnej Galilei na północy Izraela. Leży na wysokość ok. 460 m n.p.m.

## Geografia
Wyżyna Adamit jest górskim płaskowyżem, który wznosi się na wysokość około 460 metrów n.p.m. w północo zachodniej części Górnej Galilei. Po stronie południowej znajduje się głębokie wadi strumienia Becet. Różnica wysokości między dnem wadi a wierzchołkiem płaskowyżu wynosi ponad 200 metrów. Po stronie zachodniej i północnej jest wadi strumienia Namer (spadek terenu około 100 metrów). Oba strumienie łączą się i spływają w kierunku zachodnim między wzgórzami Zachodniej Galilei na równinę przybrzeżną Izraela. Teren wznosi się w kierunku północno-wschodnim do góry Har Manor (660 m n.p.m.). Okoliczne góry są w większości zalesione.
Na płaskowyżu jest położony kibuc Adamit oraz arabska wioska Aramisza, natomiast u jego podnóża jest moszaw Ja’ara i kibuc Elon.

## Turystyka
Największą tutejszą atrakcją turystyczną jest położona na wschodnim skraju płaskowyżu jaskinia Ma'arat Keszet. Z góry rozciąga się rozległa panorama na Galileę. Po stronie południowej znajduje się rezerwat przyrody strumienia Becet. Okoliczne góry są porośnięte lasami i stanowią cel licznych wędrówek pieszych. Ruch turystyczny jest jednak podporządkowany izraelskim siłom bezpieczeństwa, które udostępniają okolicę w zależności od sytuacji na granicy libańskiej.

## Transport
Przez płaskowyż przebiega droga nr 8993, którą jadąc na południowy zachód do skrzyżowania z drogą nr 899. Jadąc drogą nr 899 na wschód dojeżdża się do moszawu Ja’ara, lub na zachód do drogą nr 70 przy miejscowości Szelomi.